# Clive Douglas
Clive Martin Douglas (født 27 juli 1903 i Victoria - død 29 april 1977 i Melbourne) var en australsk komponist, pianist, violinist og dirigent.
Douglas studerede komposition, klaver og direktion på Melbourne Musikonservatorium, med endt afgangseksamen (1934). Han har skrevet tre symfonier, orkesterværker, otte operaer, instrumentalværker, kammermusik, vokalværker, etc.
Douglas havde karriere som dirigent (1936-1966). Han gjorde ligeledes meget for at fremme australsk klassisk musik.

## Udvalgte værker
- Symfoni nr. 1 "Jubelår" (1931) - for orkester
- Symfoni nr. 2  "Namatjira"  (1952-1956-1959) - for orkester
- Symfoni nr. 3 "Tre Fresker" - (1963-1969) - for orkester
- "Symfonisk digtning" "Sturt 1829" (1952) - for orkester
- "Symfonisk digtning" "Carwoola" (1939) - for orkester
- "Symfoniske Variationer" (1961) - for orkester